# Національна фондова біржа Індії
Національна фондова біржа Індії (англ. National Stock Exchange of India Limited (NSE)) — одна з провідних фондових бірж в Індії, розташована в Мумбаї. Належить різним фінансовим установам, таким як банки та страхові компанії. Це найбільша у світі біржа деривативів за кількістю торгованих контрактів і третя за розміром грошових акцій за кількістю угод за календарний 2022 рік.

## Історія
Утворено 1992 року в місті Мумбай силами провідних фінансових інститутів Індії на прохання уряду країни. Операції на біржі почато 1994 року; спочатку це були транзакції на ринку боргових зобов'язань, а потім і на ринку акцій та похідних інструментів. Всього за кілька років біржа змогла вирости, досягти значних успіхів, і нині[коли?] посідає третє місце у світі за кількістю операцій, що проводяться. Такий результат став можливим завдяки численним інноваціям у роботі біржі, зокрема, завдяки широкому використанню різних електронних систем. Торги через інтернет на біржі почалися вже 2000 року, що зробило її дуже популярною серед індійських трейдерів.
Входить до Федерації фондових бірж Азії та Океанії.

## Виноски
Примітки
1. ↑  На основі статистики, яку веде Futures Industry Association[en] (FIA)
2. ↑  Згідно зі статистичними даними Світової федерації бірж (WFE)

Джерела
1. 1 2  Market Identifier Code — 1242 екз.
2. ↑  Who Owns The Stock Exchanges?. Investopedia.com.
3. ↑  NSE maintains its lead as largest global derivatives market for 4th year – Check its rank in equity segment. Times Now (англ.). 30 січня 2023. Процитовано 28 лютого 2023.
4. ↑  NSE vs BSE: Where's the competition?. mint (англ.). 26 липня 2022. Процитовано 28 лютого 2023.